# NGC 1874
NGC 1874 je emisijska maglica s otvorenim skupom u zviježđu Zlatnoj ribi. 

## Vanjske poveznice
- SEDS: NGC 1874